# Cranioleuca curtata
Cranioleuca curtata е вид птица от семейство Furnariidae. Видът е световно застрашен, със статут Уязвим.

## Разпространение
Видът е разпространен в Боливия, Колумбия, Еквадор и Перу.